# Draadsteelmycena
De draadsteelmycena (Mycena filopes) is een schimmel behorend tot de familie Mycenaceae. Hij leeft saprotroof, vooral op strooisel onder loofbomen, bovendien op verterend hout en op schors van levende loofbomen. Hij komt voor in velden, in tuinen, waar hij groeit op bladeren, gevallen twijgen en ander plantenresten, vaak tussen mossen. Hij kan ook voorkomen op naaldbomen in graslanden.

## Taxonomie
Dit taxon werd voor het eerst beschreven in 1788 door Pierre Bulliard, die het Agaricus filopes noemde. De huidige naam, erkend door Index Fungorum, werd er in 1871 aan gegeven door Paul Kummer, waardoor het werd overgebracht naar het geslacht Mycena.

## Kenmerken

### Uiterlijke kenmerken
Hoed
De hoed heeft een diameter van 5 tot 15 mm. De vorm van jonge vruchtlichamen is eivormig en vervolgens kegelvormig. De vorm is vaak concaaf en hij een platte umbo. Het oppervlak is glad, variërend in kleur van beigegrijs via licht grijsbruin tot bruin. De bovenkant van de hoed is donkerder, de randen scherp, ongelijk en duidelijk lichter, bijna wit. Het is hygrofaan - als het nat is, wordt het waterig en transparant gestreept, bij droog weer is het dof, mat en zilverachtig glinsterend. De strepen zijn ook zichtbaar bij droge omstandigheden.
Lamellen
De lamellen zijn smal, enigszins convergerend, bevestigd aan de steel, soms convergerend met een inkeping. Er zijn 16-23 volledige lamellen. Ze variëren in kleur van witachtig tot lichtgrijs en zijn nooit roze.
Steel
De steel heeft een lengte tot 15,5 cm en dikte tot 2 mm. Het is draadvormig, buisvormig, recht of licht gebogen, bros. Alleen bij jonge vruchtlichamen is het oppervlak glad, stoffig of fijn behaard, maar snel glad. Het is over het grootste deel van zijn lengte grijsbruin van kleur, wordt naar boven toe helderder en wordt bijna witachtig. De basis is bedekt met lange en dikke witte filamenten van mycelium.
Vlees
Het vlees is zeer dun, broos in de hoed, vezelig in de steel. Hij heeft geen smaak en ruikt na droging naar jodoform.
Sporenprint
De sporenprint is witachtig. 

### Microscopische kenmerken
De basidia zijn sleutelbeenvormig, 2-sporig (soms 4-sporig) en meten 20-28 × 8-12 µm. De sporen zijn ellipsvormig, hyaliene en amyloïde. Ze hebben een glad oppervlak, korrelige inhoud. De afmeting van 2-sporige basidia is 9-11,5 × 5,5-6,5 en van 4-sporige basidia is deze 8-9 × 5,5-6,5 µm. Cheilocystidia zijn bedekt met vrij weinig eenvoudige tot enigszins vertakte cilindrische uitsteeksels en meten 12-30 × 7-18 µm. Pleurocystidia zijn vergelijkbaar en afwezig of zelden aanwezig. Hyfen van de pileipellis 1,5-4 µm breed, dicht bedekt met wratten of korte cilindrische uitlopers. Caulocystidia zijn overvloedig aanwezig in het apicale deel van de steel, 5-12 µm breed, clavate to subglobose, min of meer naar buiten gebogen, bedekt met wratten. Gespen zijn aanwezig in alle weefsels zowel in de 2-sporige als in de 4-sporige vorm.

## Vergelijkbare soorten
- Dennenmycena (Mycena metata) is bijna identiek, maar onderscheidt zich door een roze verkleuring op de lamellen en op de hoed, en heeft geen zilverachtige glans en expressieve strepen op de hoed. Er is ook geen geur van jodoform.
- Bundelmycena (Mycena arcangeliana) heeft een andere tint van de hoed en een blauwachtig roze paarse of grijs-olijfkleurige steel.

## Verspreiding
De draadsteelmycena komt voor in Europa, Noord-Amerika, Japan en Nieuw-Zeeland.
In Nederland komt de draadsteelmycena zeer algemeen voor. Hij staat niet op de rode lijst en is niet bedreigd.

## Foto's

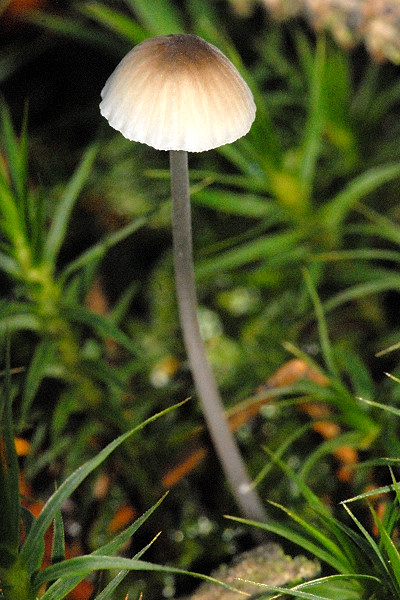
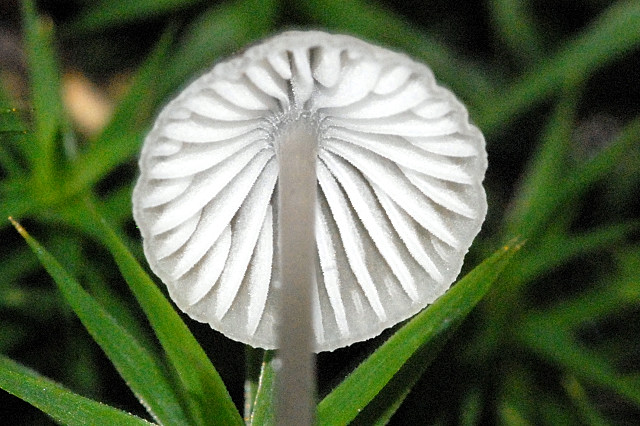
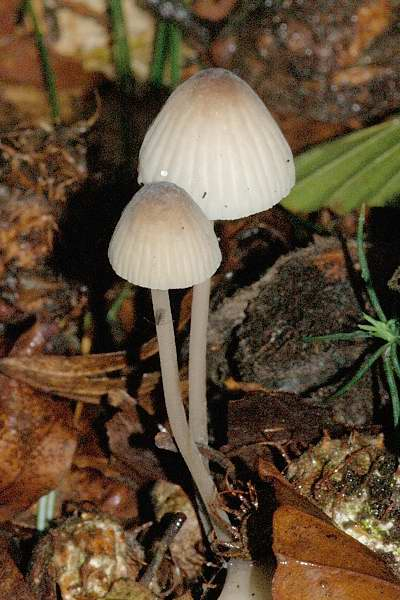
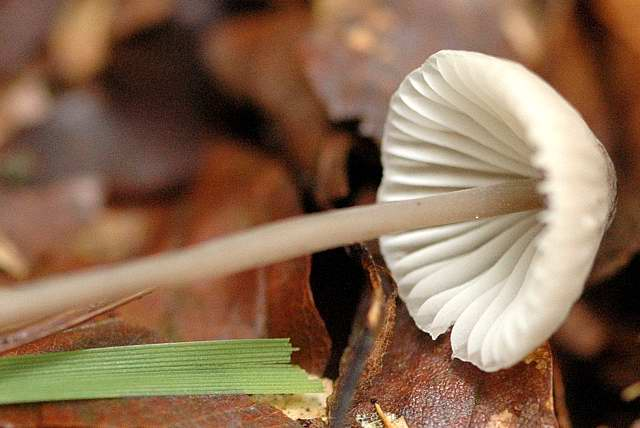